# Ластовый экипаж
Ластовый экипаж — в российском императорском флоте нижние чины, не способные нести службу во флотских экипажах и употреблявшиеся для различного рода береговых надобностей, то есть для ластовой службы.
В отличие от флотских экипажей, ведавших боевыми судами, служащие ластового экипажа имели не морские чины, а сухопутные. Существовавшие в 1816—1851 года ластовые экипажи имели в своём ведении мелкие портовые суда и плавучие средства (баржи, катера, плашкоуты и так далее), — так называемые ластовые суда. Число ластовых экипажей в Балтийском флоте доходило до 12, в Чёрном море — до 4; из них составлялись ластовые бригады, подчинявшиеся инспекторам ластовых бригад.

## История
Были созданы в 1816 году в составе 14-ти номерных ластовых экипажей. Из них один предназначался для Архангельского порта и Беломорской флотилии, один — для Каспийской флотилии, остальные распределялись между Балтийским и Черноморским флотами. До 1851 года в строевом отношении каждый из ластовых экипажей разделялся на восемь рот.
Кроме того, в состав Гвардейского экипажа и 47-го (первоначально 46-го) Камчатского флотского экипажа входили ластовые роты. Ластовая рота Гвардейского экипажа преимущественно была прикреплена к прогулочным придворным дворцовым флотилиям, существовавшим на прудах императорских парков в Гатчине, Царском селе, Павловске.
До 1851 года ластовые экипажи имели в своём ведении гребные суда (в первую очередь канонерские лодки), мелкие портовые суда и плавучие средства (баржи, катера, плашкоуты и так далее), — так называемые ластовые суда. Кроме того, в составе ластовых экипажей (до 1851 года) числились часть портово-береговых служб морского министерства и все маяки. К примеру, рота одного из ластовых экипажей находилась в Москве при Интендантском Флотском складе.
Число ластовых экипажей в Балтийском флоте доходило до 12, в Чёрном море — до 4; из них составлялись ластовые бригады, подчинявшиеся инспекторам ластовых бригад.

### Реорганизация (1851)
В 1851 году ластовые экипажи были реорганизованы и определены исключительно для комплектования судов и плавсредств флота. Из их состава были выведены все береговые службы, организованные в 34 номерные портовые роты (при маяках, при портах, при плавсредствах верфей, морских интендантских складах, конюшнях морского министерства) и именные госпитальные роты (при морских госпиталях).
Число ластовых экипажей сократилось до пяти, в составе 4-х рот каждый, имелись также отдельная Астраханская ластовая рота и ластовая команда (полурота) гвардейского экипажа. Также, согласно преобразованию 1851 года по мобилизации, при каждом экипаже из бессрочно-отпускных чинов должны были формироваться пять отдельных запасных ластовых рот.

### К началу Крымской войны
Распределение ластовых частей к началу Крымской войны (1853 год):
- 1-й и 2-й ластовый экипажи на Балтике комплектовали гребную флотилию Балтийского флота. В 1854—1855 составили основу для комплектования экипажей серии из 76 единиц первых винтовых канонерских лодок типа «Стерлядь».
- Этим же занимались и две роты 3-го ластового экипажа, другие две роты 3-го экипажа находились в Архангельске.
- 4-й ластовый экипаж находился в Севастополе и частично в Николаеве. Принимал непосредственное участие в обороне Севастополя.
- 5-й ластовый экипаж комплектовал Дунайскую флотилию (канонерские гребные лодки и несколько пароходов). Штаб — город Измаил. см Осада Силистрии.
- Астраханская ластовая рота — мелкие суда на Каспийском море. В Крымской войне обеспечивала снабжение Кавказской армии.

Ластовая команда гвардейского экипажа в 1854 году была развёрнута в гвардейскую команду понтонного парка (фактически — понтонный полубатальон), в Крымской войне понтонный парк состоял в составе гвардейского корпуса и участия в боевых действиях не принимал.

### После Крымской войны
После Крымской войны (1853—1856 годов) 4-й и 5-й ластовые экипажи расформированы, 3-й расформирован одновременно с ликвидацией Соломбальского адмиралтейства в Архангельске, а 1-й и 2-й балтийские ластовые экипажи постепенно преобразованы в Ревельский флотский полуэкипаж и Свеаборгскую флотскую роту.
С уничтожением ластовых экипажей, ластовые суда перешли в портовые управления.